# République démocratique hongroise
Ne doit pas être confondu avec République populaire de Hongrie ou République des conseils de Hongrie.
Pour les articles homonymes, voir République de Hongrie.
16 novembre 1918 – 21 mars 1919
(4 mois et 5 jours)
1er – 6 août 1919
(5 jours)
Entités précédentes :
- Royaume de Hongrie (Autriche-Hongrie) (1918)
- République des conseils de Hongrie (1919)

Entités suivantes :
- République des conseils de Hongrie
- Tchécoslovaquie
- Transylvanie sous l'administration hongro-roumaine Jász-Averescu
- Bács-Bodrog sous l'administration serbocroate
- République de Hongrie (1919)

La République démocratique hongroise, ou République populaire hongroise (en hongrois : Magyar Népköztársaság), est le régime politique de la Hongrie de novembre 1918 à mars 1919, à l'issue de la « révolution des Asters ». En hongrois, le régime porte le même nom officiel que la république populaire de Hongrie. Pour la distinguer de cette dernière et du régime de Béla Kun, son nom est le plus souvent traduit, notamment en langue anglaise, par République démocratique.

## Historique

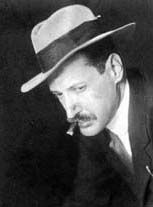
Mihály Károlyi.

En 1918, l'Autriche-Hongrie s'effondre en l'espace de quelques semaines. Le 25 octobre, trois partis d'opposition, le Parti radical hongrois, le Parti social-démocrate hongrois et le Parti de l'indépendance du comte Mihály Károlyi forment un Conseil national qui revendique la paix séparée, l'indépendance, le suffrage universel et la réforme agraire. Le 27, l'empereur Charles Ier d'Autriche donne le titre d'« Homo regius » (littéralement « Homme du roi ») à l'archiduc Joseph-Auguste de Habsbourg-Lorraine dans l'espoir de contenir les tentatives d'indépendance hongroises. 

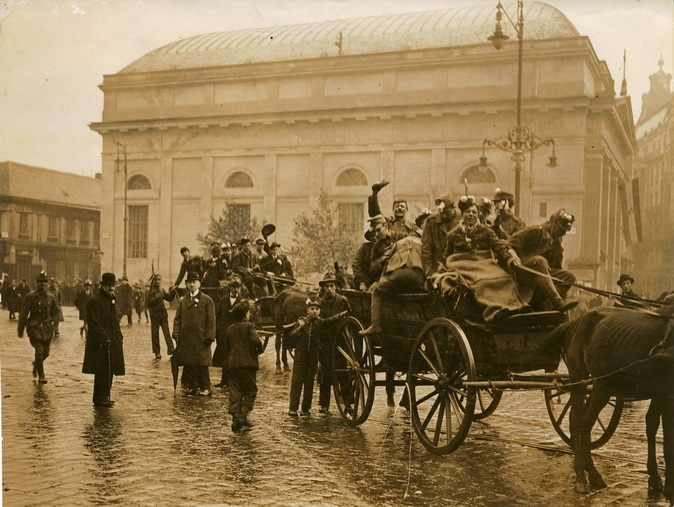
Les révolutionnaires sur Deák Ferenc tér.

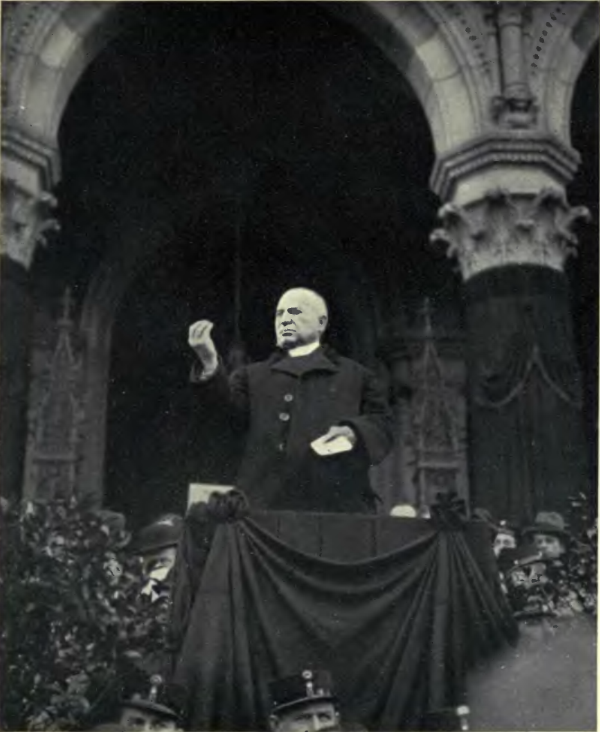
Le père Janos Hock, président du Conseil national de gouvernement, déclare ouverte la nouvelle Assemblée révolutionnaire, après la dissolution du précédent parlement.

Le 30 octobre, les manifestants envahissent Budapest au cours de la révolution des Asters (ou révolution des Chrysanthèmes, ou « révolution des Reines-marguerites »). L'ancien Premier ministre István Tisza est assassiné par un groupe de soldats au cours de l'un des rares actes de violence de la révolution. Mihály Károlyi forme un gouvernement de coalition approuvé par l'archiduc Joseph puis, le 16 novembre, proclame la république. 
La Hongrie indépendante doit gérer les conditions d'armistice imposées par les Alliés, qui prévoient de reconnaître la sécession des deux tiers du territoire hongrois, rattachés à la Tchécoslovaquie, au royaume de Roumanie et à l'État des Slovènes, Croates et Serbes. Le 7 novembre, Károlyi est reçu à Belgrade par Louis Franchet d'Espèrey afin de négocier un armistice sur le front balkanique destiné à compléter le premier armistice conclu par l'Autriche-Hongrie sur le front italien.
La diplomatie française, qui envisage une intervention contre la Russie soviétique, ne laisse aux Hongrois aucune marge de manœuvre. Le 13 novembre, une convention militaire est signée à Belgrade, fixant la ligne de démarcation du front sud, celle du nord devant être négociée avec la Tchécoslovaquie. Mais la position française se durcit progressivement à l'égard de la Hongrie, le ministre des Affaires étrangères Stephen Pichon reprochant à Franchet d'Espèrey d'avoir traité avec le « prétendu État hongrois » plutôt qu'avec l'Autriche-Hongrie, qui a pourtant cessé d'exister. Dès novembre, les troupes hongroises reprennent le contrôle du territoire slovaque et empêchent les fonctionnaires du nouvel État tchécoslovaque de prendre leurs postes. En décembre, le royaume de Roumanie accepte l'union des Roumains de Transylvanie proclamée unanimement par les députés roumains à Alba Iulia, et après avoir reçu le feu vert du commandement allié, avance à l'ouest des Carpates.
Mihály Károlyi est élu chef de l'État le 11 janvier 1919, tandis que Dénes Berinkey lui succède le 19 comme Premier ministre ; le gouvernement est plusieurs fois remanié. Károlyi tente d'instaurer un État de droit alors que le pays est en plein désordre et annonce une réforme agraire radicale, partageant même ses propres domaines. Mais il est pris entre le « marteau » des vainqueurs de la Première Guerre mondiale qui exigent toujours plus de concessions, et l'« enclume » des extrémistes hongrois, conservateurs qui entendent restaurer la monarchie, et révolutionnaires qui entendent établir un régime bolchevik, et qui se rejoignent sur le refus des concessions consenties par Károlyi.
Le 20 mars, le chef de la mission militaire de la Triple-Entente, le lieutenant-colonel Fernand Vix, remet à Károlyi une notification exigeant sous 24 heures un nouveau recul d'environ 100 km des forces hongroises dans le Körösvidék, comprenant le massif du Bihar et ses alentours. Ne pouvant accepter cet ultimatum, Károlyi et Berinkey démissionnent ; Károlyi annonce alors son intention de former un nouveau gouvernement social-démocrate. Mais une proclamation signée de son nom circule aussitôt, annonçant que le président « transmet le pouvoir au prolétariat ». Károlyi niera toujours avoir rédigé et signé cette note mais le 21 mars, un nouveau gouvernement, formé par le Parti communiste hongrois et le Parti social-démocrate hongrois, qui ont fusionné la veille, proclame une république bolchevique. Confronté lui aussi à la présence des troupes alliées, Kun comprend l'impossibilité de retrouver les frontières hongroises d'avant 1918 et préfère soutenir la création de républiques-sœurs communistes au Banat et en Slovaquie[réf. incomplète]. 
Le régime du comte Károlyi n'a vécu en Hongrie centrale que 171 jours mais se maintient partiellement en Transylvanie où une administration mixte hungaro-roumaine se met en place sous l'égide de Gyula Peidl et du roi Ferdinand Ier de Roumanie, présidée par les ministres hongrois Oskar Jász et roumain Alexandru Averescu ; une partie de la noblesse hongroise, affolée par l'avènement de la république bolchevique, offrit même la couronne hongroise au roi de Roumanie Ferdinand (de la maison de Hohenzollern), préférant une union personnelle entre la Grande Hongrie et la Roumanie dans leurs frontières de 1914, plutôt qu'un rattachement pur et simple à la Roumanie des territoires austro-hongrois à majorité roumanophone (tel qu'il sera consacré en 1920 par le traité de Trianon). Cette situation débouche sur une courte guerre dite « hungaro-roumaine » opposant le régime bolchevik de Béla Kun et ses deux républiques-sœurs à une coalition franco-roumaine, franco-serbe, tchéco-slovaque et hongroise anticommuniste dont Gyula Peidl et Oszkar Jász furent partie prenante, coalition qui rétablit, pour sept mois et sur l'actuel territoire hongrois moins la ville de Sopron (devenue autrichienne), une seconde République démocratique hongroise, finalement remplacée par une régence dont le régent sera Miklós Horthy.